# Jeanne Colignon
Jeanne Colignon (31 agosto 1981) è una schermitrice francese.

## Palmarès
- Giochi del Mediterraneo

Pescara 2009: bronzo nella spada individuale.